# Encyclopædia Universalis

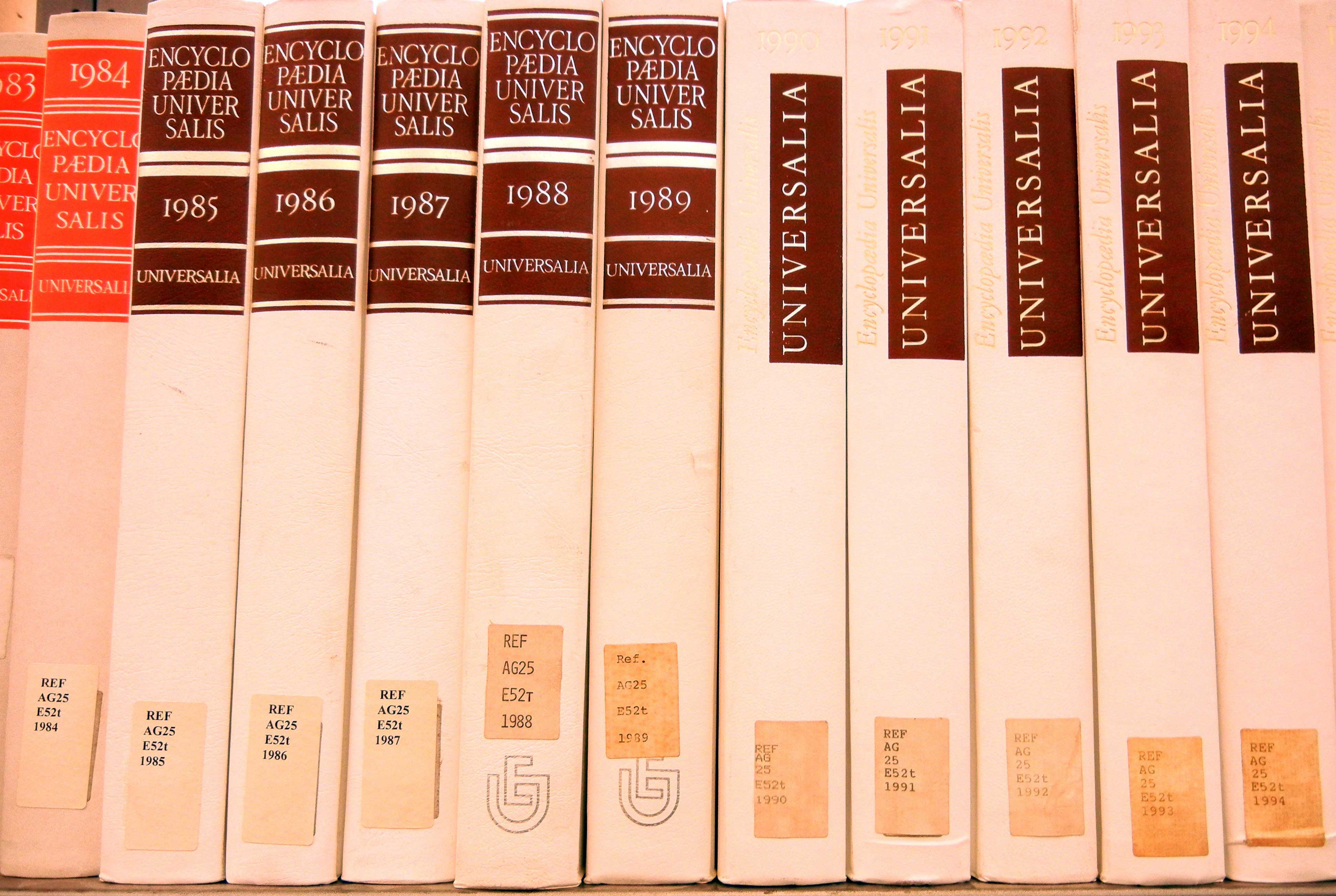
Encyclopædia Universalis

Die Encyclopædia Universalis ist eine Universalenzyklopädie in französischer Sprache, die im Verlag Société d’édition Encyclopædia Universalis S.A. erscheint, einer 1966 ins Leben gerufenen Gemeinschaftsgründung des Club français du livre und der Encyclopædia Britannica Inc.
Sie wird von rund 7000 Autoren erstellt und gepflegt und umfasst in der aktuellen Auflage rund 30.000 Artikel in 28 Bänden mit insgesamt etwa 32.000 Seiten. Die Herausgeber sehen die Encyclopædia Universalis in der Tradition des enzyklopädischen Schaffens von Denis Diderot und Jean Baptiste le Rond d’Alembert, insbesondere deren im 18. Jahrhundert erschienener Encyclopédie ou Dictionnaire raisonné des sciences, des arts et des métiers.
Das Projekt wurde 1964 von Claude Grégory begonnen. Die erste Ausgabe erschien von 1968 bis 1975 in 20 Bänden, denen 1980 und 1985 zwei Ergänzungsbände folgten. Zwei weitere Ausgaben erschienen in den 1980er-Jahren, die zweite von 1984 bis 1985 mit einem Umfang von 22 Bänden und einem Ergänzungsband (1990) sowie die dritte von 1988 bis 1989 in 24 Bänden und einem Ergänzungsband (1996). Die dritte Ausgabe enthielt erstmals drei Indexbände. Mit der 1995 erschienenen Ausgabe stieg der Umfang erneut auf 28 Bände, davon vier Indexbände, und zwei 1999 veröffentlichte Ergänzungsbände. Die fünfte Ausgabe von 2002 bestand ebenfalls aus 28 Bänden, darunter vier Indexbände, und wurde 2006 nachgedruckt. Darüber hinaus sind Multimedia-Ausgaben auf DVD sowie unter dem Titel Universalis Junior eine zehnbändige Ausgabe für Kinder und Jugendliche erschienen.
Ende 2014 befand sich die Gesellschaft „Encyclopædia Universalis S.A.“, die das Projekt getragen hatte, im Insolvenzverfahren. Das Verfahren wurde am 4. September 2015 eingestellt; der Betrieb konnte weitergeführt werden. 2019 sind die Seiten unverändert aufzurufen, wahlweise für Abonnenten oder Nicht-Abonnenten, wobei sich die Seiten durch den Umbruch unterscheiden.